# Григорий II Охридски
Григорий (на гръцки: Γρηγορίος) е православен духовник, охридски архиепископ около 1364-1378 година.

## Биография
Първото споменаване на архиепископ Григорий е в гръцки надпис от 1364/1365 година в охридската катедрала „Света Богородица Перивлепта“ за построяването на параклиса „Свети Григорий Богослов“:
| „ | Ἀνηγέρθη καὶ ἀνιστορίθη ὁ θεῖος καὶ πάνςεπτος ναὸς. τοῦ ἐν ἁγιοις πατρὸς ἡμῶν ἀρχιεπισκόπου Κωνσταντινουπόλεως Γρηγορίου τοῦ θεολόγου. διὰ συνδρομῆς καὶ ἐξόδου τοῦ πανιεροτάτου ἐπισκόπου Διαβόλεως Γρηγορίου ἢτοι Σελασφόρου. ἐπὶ τῆς βασιλείας Στεφάνου τοῦ Οὐρέσι. ἀρχιερατεύοντος δὲ τῆς πρώτης Ἰουστινιανῆς τοῦ πανιερωτάτου ἀρχιεπισκόπου Γρηγορίου. ἐπὶ ἔτους ͵ϚΩΟΓ ἰνδ(ικτιῶνος) ιγ'. | “ |

| „ | Вдигна се и изписа този божествен и всечестен храм на нашия между светците отец архиепископ цариградски Григорий Богослов със съдействието и разходите на преосвещения епископ на Девол, тоест Селасфор, Григорий, в царуването на Стефан Урош. При архиерейството на Григорий, преосвещен архиепископ на Първа Юстиниана. В година 6873, индикт 13-и. | “ |

В 1367 година патриарх Филотей Константинополски го кани да присъства на събор в Цариград, като изглежда Григорий е противник на унията със Западната църква. Той се споменава и в документ на серския деспот Иван Углеша Мърнявчевич, който се отнася с голямо уважение към него. Последното споменаване на Григорий е в надпис в охридска църква от 1378 година.